# 2-га українська радянська дивізія
Друга українська радянська дивізія (Мовою оригіналу 2-а Українська Совєтська дивізія) — військове з'єднання у складі Української Радянської Армії у 1918-1919 роках.
Створена наказом Всеукраїнського Центрального Військово-Революційного Комитету № 6 від 22 вересня 1918 року під командуванням Володимира Ауссема. Дивізія складалася з чотирьох куренів (5-й, 6-й, 7-й, 8-й), пізніше полків.
З 15 квітня 1919 р. підпорядкується щойно створеній Першій українській радянській армії.
У червні 1919 року 2-гу Українську радянську дивізію включено до складу 12-ї армії РСЧА і було перейменовано на 46-ту стрілецьку дивізію.

## Склад дивізії
На 6 грудня 1918 року:
- Штаб дивізії.
- 5-й Глухівський курінь (пізніше полк). В минулому — взвод Глухівського повіту).
- 6-й Корочанський курінь (пізніше полк).
- 7-й Суджанський курінь (пізніше полк).
- 8-й Обояньський курінь (пізніше полк).

На 14 січня 1919 року:
- 5-й полк. Під командуванням Шмідта Д. А.
- 6-й полк
- 7-й Сумський полк
- 8-й полк
- 1-й полк Червоного козацтва під командуванням Примакова В. М.

На 15 квітня 1919 року:
- 10-й полк.
- 11-й полк.
- 12-й полк.
- 13-й полк.
- 14-й полк.
- 15-й полк.
- 16-й полк.
- 17-й полк.
- 18-й полк.